# كيت شميراني
كاي أليسون «كيت» شميراني (مواليد 1965) بريطانية من منظري المؤامرة، مناهضة للتطعيم، وممرضة سابقة، فقدت رخصتها لممارسة المهنة في عام 2020 لسوء السلوك. اشتهرت بالترويج لنظريات المؤامرة حول كوفيد 19، واللقاحات، وتقنية شبكة الجيل الخامس. وصفت صحيفة جويش كرونكل شميراني بأنها شخصية رائدة في حركة تضم منظري المؤامرة والناشطين من أقصى اليسار واليمين المتطرف. 
تصف شميراني نفسها بأنها «ممرضة طبيعية في عالم سام». أوقفها مجلس التمريض والقبالة في يوليو 2020، ردًا على شكاوى من أنها كانت تنشر نظريات المؤامرة والمعلومات الخاطئة عن كوفيد 19، وعن اللقاحات، وشُطبت (مع الحق في الاستئناف في الوقت المناسب) في مايو 2021.

## الترويج لنظريات المؤامرة

### إنكار كوفيد 19
وصفت شميراني جائحة كورونا بأنها «خطة وباء» و«احتيال»، وقالت في ديسمبر 2020 إنه «لا يوجد دليل على وجود جائحة». ووصفت الوباء بأنه مؤامرة للسيطرة على الجماهير، مع اعتبار أن أي لقاح لكوفيد 19 «هو أداة سياسية لتغيير الحمض النووي للناس».
في مقطع فيديو نُشر في ربيع عام 2020، قالت «قبل عيد الميلاد (قيل لنا)... سنموت جميعًا من الحصبة... الآن سنموت جميعًا فجأة من فيروس كورونا. أنا لا أصدق أيًا من ذلك... أعتقد أنه من المهم حقًا ألا نصدق فقط ما تخبرنا به وسائل الإعلام».
مُنعت شميراني من النشر على فيسبوك عدة مرات لترويجها لمعلومات مضللة ضارة لمتابعيها البالغ عددهم 54,000 متابع، بما في ذلك ربط شبكة الجيل الخامس بجائحة كوفيد 19. وفقًا لمجموعة أمل لا كراهية، التي تراقب العنصرية على الإنترنت ونظريات المؤامرة، فإن صفحتها على فيسبوك تصف هجمات 11 سبتمبر بأنها راية كاذبة، وأن هناك رسائل شيطانية في مقاطع الفيديو الموسيقية، وتدميرًا ممنهجًا لنواة الأسرة. بحلول سبتمبر 2020، أزيلت صفحتها على فيسبوك. أوقِفت من تويتر في أواخر أكتوبر 2020.

كانت شميراني موضوع شكاوى لتشبيهها إجراءات السيطرة على جائحة كوفيد 19 بجرائم الحرب النازية والهولوكوست. وقد أشارت إلى الوفيات في المستشفيات على أنها «إبادة جماعية»، ووصفت هيئة الخدمات الصحية الوطنية «بأوشفيتز الجديدة». سألت في إحدى المنشورات، «متى سيستيقظ الناس؟ في شاحنة المواشي؟ أم في الحمامات؟» شبهت محاولات الحكومة للتصدي لوباء كوفيد 19 بتصرفات النازيين. ودافعت عن أقوالها قائلة:
لقد شبهت هذا بأوشفيتز وشاحنات المواشي، هلّا تخبرني ما الفرق؟
لأن المرة الوحيدة في التاريخ التي استطعت أن أجد فيها أطباء وممرضين قادرين على إنهاء حياة الناس كانت في الرايخ الثالث. ممرضو الرايخ الثالث موجودون هنا اليوم.
لا يهمني إذا وجدوا ذلك مهينًا. فالمهين حقًا هو قتل كبار السن لدينا في دور الرعاية.

توقف عن كونك بلا كرامة وقل إنك مستاء.
حققت صحيفة جويش كرونكل مع شميراني ووجدت أنها أشارت على الإنترنت إلى هتلر والنازيين عندما وصفت إغلاق جائحة كوفيد 19 وهيئة الخدمات الصحية الوطنية. كانت شميراني ضيفةً ومتحدثةً في المقاومة والعمل من أجل الحرية، وهو حدث احتجاجي أقيم في ميدان ترفلغار في 19 سبتمبر 2020. جمع الحدث المتظاهرين مع مجموعة واسعة من الشكاوى المتعلقة بأقنعة الوجه، والتطعيمات، ومجموعة من نظريات المؤامرة، على الرغم من أن ديفيد إيك وبيرز كوربين نأيا بنفسيهما عن الحدث، واتهم كوربين منظميه بأنهم «يستخدمون أخبارًا كاذبة لتقسيم حركتنا».
خلال خطابها، قالت إن لقاح كوفيد 19 يعني أن الحكومة «ستكون قادرة على النظر إلى ما يحدث في كل جانب من جوانب أدمغتنا» و «لن يتمكنوا فقط من التقاطه، بل سيكون بمقدورهم تحميله داخلنا». كما زعمت، «إنهم يريدونكم جميعًا أن ترتدوا الأقنعة، لا يوجد علم وراء هذا القناع. هذا القناع سوف يجعلك مريضًا».
بينما كانت تراقب ضباط الشرطة يتجمعون في الركن الشمالي الغربي من الميدان، حثت أفراد الجمهور على مواجهة الشرطة. وشكل المتظاهرون الذين رددوا «اختاروا جانبكم» حصارًا إنسانيًا لمنع أعمال الشرطة وأجبروا الضباط في البداية على التراجع. ألقي القبض على ثلاثين متظاهرًا وفرقت الشرطة الاحتجاج نحو الساعة الثالثة مساءً. أبلِغ عن حدوث انشقاق في الحملة، فقد كان ستيل وشميراني من جهة، وإيك وكوربين على الجانب الآخر، إذ وصف أنصار إيك شميراني بأنها «مُعارضة مسيطر عليها».